# نشخوار فکری (آلبوم چندآهنگه)
نشخوار فکری (انگلیسی: Rumination) دهمین آلبوم چندآهنگه از گروه پسرانۀ اهل کره جنوبی اس‌اف۹ است که در ۲۲ نوامبر ۲۰۲۱ توسط اف‌ان‌سی منتشر شد. این آلبوم از هفت قطعه، از جمله «Trauma» تشکیل شده است.

## موفقیت تجاری
آلبوم در جدول گائون کره و ژاپن به ترتیب در رتبه ۱ و ۴۶ قرار گرفت. همچنین فروش آن در کره ۱۹۹,۹۲۱ بود.